# Andrea Segre
Pour les articles homonymes, voir Segre.
Andrea Segre, né le 6 septembre 1976 à Dolo, en Italie est un réalisateur italien.

## Biographie

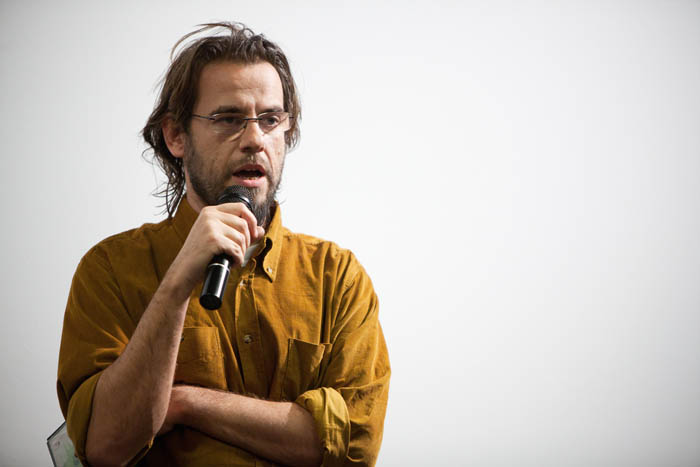
Andrea Segre au cours d'une présentation de Mare chiuso (2012).

Outre son activité de cinéaste, Andrea Segre donne des cours en sociologie de la communication à l'Université de Bologne, en analyse ethnographique de la production audiovisuelle ainsi que sur les pratiques et des théories de la communication sociale, notamment dans le cadre de la solidarité internationale. Il a obtenu en 2005 un doctorat en sociologie sur les processus de communication de la politique interculturelle dans la sphère publique, auprès du département de sociologie de l'Université de Padoue et du département de science de la communication de l’Université de Bologne ; le thème du projet de recherche était Il racconto video della sofferenza a distanza.
Son premier documentaire, Lo sterminio dei popoli zingari (L'Extermination des peuples tsiganes), date de 1998. Depuis, il a toujours cherché à s'attacher aux ethnies, aux peuples et aux cultures en marge, dont l'Albanie, avec des œuvres comme Ka drita ?, A metà - storie tra Italia e Albania (À moitié - histoires entre l'Italie et l'Albanie) et L'Albania è donna (L'Albanie est une femme), et l'Afrique, avec un film comme Dio era un musicista (Dieu était musicien), présenté en 2005 à Venise dans le cadre des Journées des auteurs.
En 2009, il reçoit une mention spéciale au Festival international de Bari pour son documentaire Come un uomo sulla terra (Comme un homme sur terre).
En 2010, il dirige la réalisation du film Il sangue verde (Le Sang vert), présenté au Festival du cinéma africain, d'Asie et d'Amérique latine de Milan.
En 2012, au Festival international de Bari (BIF&ST), il remporte le prix Franco Cristaldi du meilleur film, grâce à son Io sono Li (La Petite Venise), et le prix Vittorio De Seta pour le meilleur documentaire avec Mare chiuso.
Il reçoit également en 2012 le Prix LUX du Parlement européen pour La Petite Venise.

## Filmographie

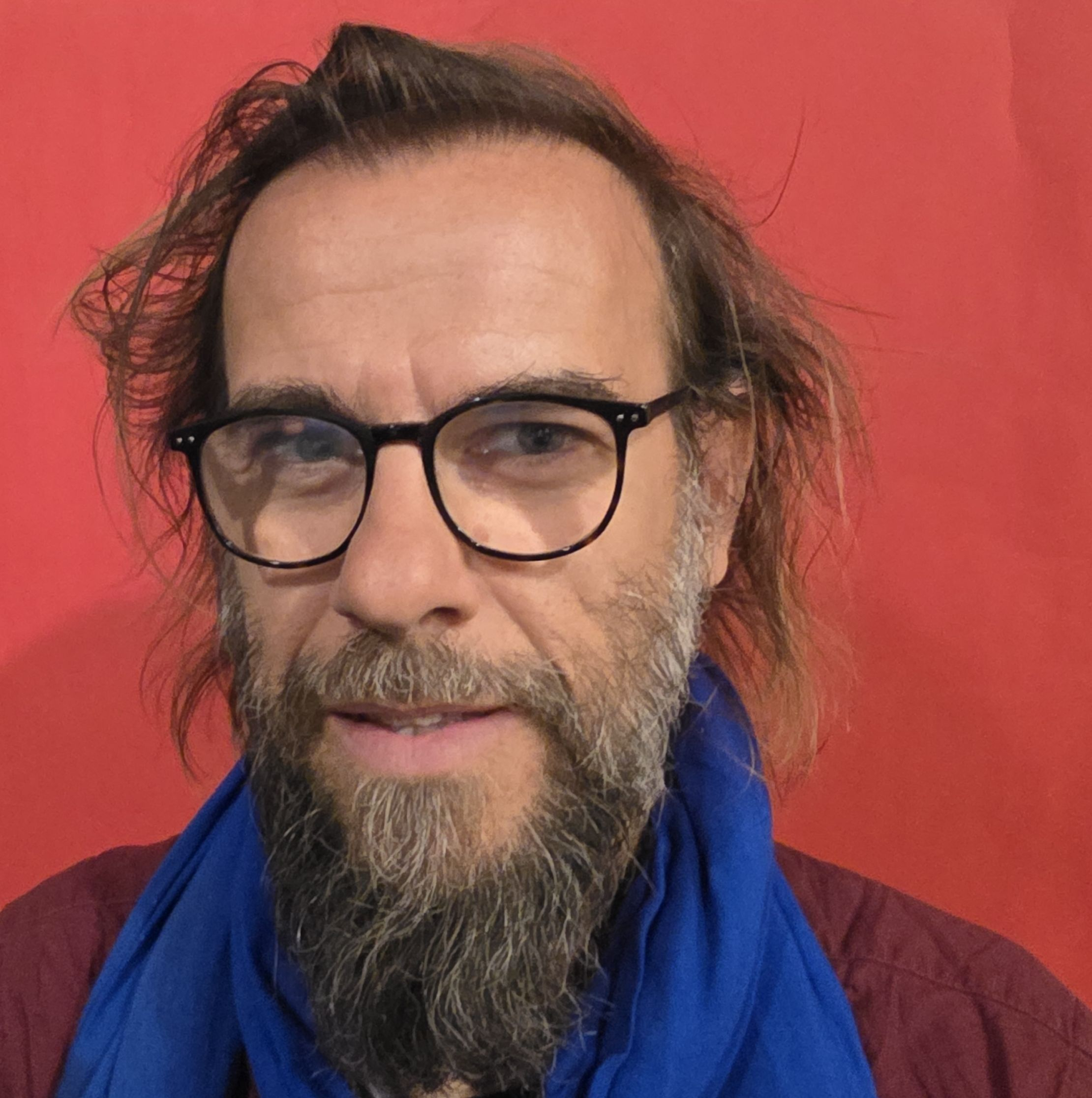
Segre 2025 in Zurich.

- 1998 : Lo sterminio dei popoli zingari, documentaire
- 1999 : Berlino '89-'99 - Il muro nella testa, documentaire
- 2001 : Ka drita ?, documentaire
- 2001 : A metà - storie tra Italia e Albania, documentaire
- 2001 : Dalle tre alle tre - Il Nord-Est e il Mare, documentaire
- 2003 : Marghera Canale Nord, documentaire
- 2004 : Dio era un musicista, long-métrage
- 2005 : 1 kg di internet, documentaire
- 2006 : Kerchaou, documentaire
- 2006 : PIP49, documentaire
- 2007 : La Mal'ombra, documentaire
- 2008 : Come un uomo sulla terra, documentaire
- 2009 : Magari le cose cambiano, documentaire
- 2010 : Il sangue verde, documentaire
- 2011 : La Petite Venise (Io sono Li), long-métrage
- 2012 : Mare chiuso (it), documentaire coréalisé avec Stefano Liberti
- 2013 : La prima neve, long-métrage
- 2017 : L'Ordre des choses (L'ordine delle cose), long-métrage
- 2019 : Il pianeta in mare, documentaire
- 2020 : Molecole (it), documentaire
- 2021 : Welcome Venice (it)
- 2024 : Berlinguer – La grande ambition (Berlinguer La grande ambizione)

## Prix et récompenses
- Prix Lina Mangiacapre, pour La Petite Venise (Io sono Li), 2011
- Grand Prix du Festival 2 Cinéma de Valenciennes 2012 pour La petite Venise